# Steel Dynamics
Steel Dynamics (SDI) ist ein amerikanischer Stahlhersteller mit Sitz in Fort Wayne, Indiana. Der Stahl wird ausschließlich in Elektrostahlwerken erzeugt.
SDI ist ein wichtiger Eisenbahnschienenhersteller in Nordamerika. 2014 stellte das Unternehmen 45.000 t „kopfgehärtete“ Schienen mit einer Länge von 320 ft (knapp 100 m) her. Die 320 ft-Schienen können auf bis zu 1600 ft (490 m) zusammengeschweißt werden.

## Geschichte
Steel Dynamics wurde 1993 von den ehemaligen Nucor-Managern Keith Busse, Mark Millet und Richard Teets gegründet, die dafür 370 Mio. US$ eingesammelt hatten. Damit wurde zwischen 1994 und 1996 eine CSP-Minimill in Butler (Indiana) errichtet. Mit American Electric Power wurde ein günstiger Stromversorgungsvertrag mit 2,8 US-Cent pro kWh ausgehandelt. 2002 wurde ein weiteres Elektrostahlwerk in Columbia City errichtet.
2007 hat SDI den Schrotthändler OmniSource übernommen. 2014 folgte das Severstal-Werk in Columbus (Mississippi).

## Werke
- Elektrostahlwerk Butler, Indiana (3000 t)
- Elektrostahlwerk Columbia City, Indiana (2500 t)
- Elektrostahlwerk Pittsboro, Indiana (700 t)
- Elektrostahlwerk Columbus, Mississippi (2500 t)
- Elektrostahlwerk Roanoke, Virginia (700 t)

## Wettbewerber
- Commercial Metals Company
- Gerdau Long Steel
- Nucor
- United States Steel